# Center for Icelandic Art
Das Center for Icelandic Art, kurz CIA.IS (isländisch. Kynningarmiðstöð íslenskrar myndlistar) ist eine Institution zur internationalen Vernetzung isländischer, bildender Kunst. Gegründet wurde das CIA.IS als unabhängiger Verein im Jahr 2005 unter der Federführung des Ministeriums für Erziehung, Forschung und Kultur. Sitz ist Reykjavík.
Träger sind neben den staatlichen und städtischen Museen (Nationalgalerie Islands, Kunstmuseum Reykjavík, Kunstmuseum Akureyri, Living Art Museum) der Künstlerverband SÍM, der Verein zur Wahrung des Copyrights Myndstef, das Außenministerium sowie das isländische Handelsbüro.
Hauptzweck ist die Förderung des interkulturellen Austauschs. Ein Förderprogramm für isländische Künstler unterstützt diese in ihrem Bestreben im Ausland auszustellen, zu studieren oder durch Publikationen auf sich aufmerksam zu machen. Der Aufbau von internationalen, kulturellen Netzwerken wird mit einer Vielzahl von Projekten gefördert.
Der Verein organisiert den isländischen Beitrag zur La Biennale di Venezia. Mit dem Onlinemagazin LIST icelandic art news hat das CIA.IS ein international ausgerichtetes Kunstmagazin veröffentlicht. Von 2005 bis 2010 leitete der deutsche Kunstwissenschaftler und Kurator Christian Schoen die Institution. Seit März 2010 ist Dorothée Kirch die Direktorin des CIA.IS.

## Kernaufgaben
- Das Center in Reykjavík
- Vermittlung und Betreuung von isländischen Künstlern (national und international)
- Betreuung des isländischen Pavillons bei der La Biennale di Venezia
- Organisation von Events (Ausstellungen, Konferenzen)
- Besucherprogramm

## Programm

### Center
Das Center befindet sich in Reykjavík (Lækjargata 3). Der Besucher kann dort alle wichtigen up-to-date Informationen über isländische Künstler und Kunstinstitutionen finden. Außerdem stehen dem Besucher eine Bibliothek sowie ein DVD-Archiv zur freien Verfügung. So kann der Besucher einen guten Einblick in die isländische Kunstszene gewinnen.

### Website
Die Webseiten bieten Informationen zu allen Museen, Galerien und anderen Kunstinstitutionen an. Mit der Datenbank UMM.IS werden Informationen über isländische Künstler, ihre Werke und Projekte bereitgestellt. Auf der Website befinden sich außerdem alle notwendigen Informationen über das CIA.IS Förderprogramm für isländische Künstler sowie Kontakte zur internationalen Kunstwelt.

### Kooperationen und Projekte
Der Verein arbeitet gemeinsam an Projekten mit nationalen und/oder internationalen Partnern. Aktuelle Kooperationsprojekte sind zum Beispiel das SEQUENCES real-time art festival in Reykjavík oder das Ausstellungsprojekt “HOMESICK”.

### La Biennale di Venezia
Der isländische Pavillon auf der 52. Internationalen Kunstausstellung – La Biennale di Venezia – war der erste, der von dem CIA.IS betreut wurde. Seither übernimmt das CIA.IS die Organisation für die Biennale in Venedig.